# کوهستان شرق لبنان
کوهستان شرق لبنان (عربی: جبال لبنان الشرقية) نام یک ناحیه کوهستانی در لبنان است که از جنوب غرب به سوی شمال شرق امتداد یافته‌اند. این کوهستان بیشتر منطقه مرزی میان سوریه و لبنان را دربر می‌گیرد. بیشتر این کوهستان در سوریه قرار گرفته است.
کوهستان شرق لبنان حدوداً ۱۵۰ کیلومتر درازا دارد. از سوی شمال تقریباً تا عرض جغرافیایی شهر حمص سوریه ادامه می‌یابد و از سوی جنوب این کوهستان به بلندی‌های جولان می‌پیوندد.